# Danh sách đơn vị quân đội Liên Xô và quân đội Đức Quốc xã tham gia chiến dịch Bagration

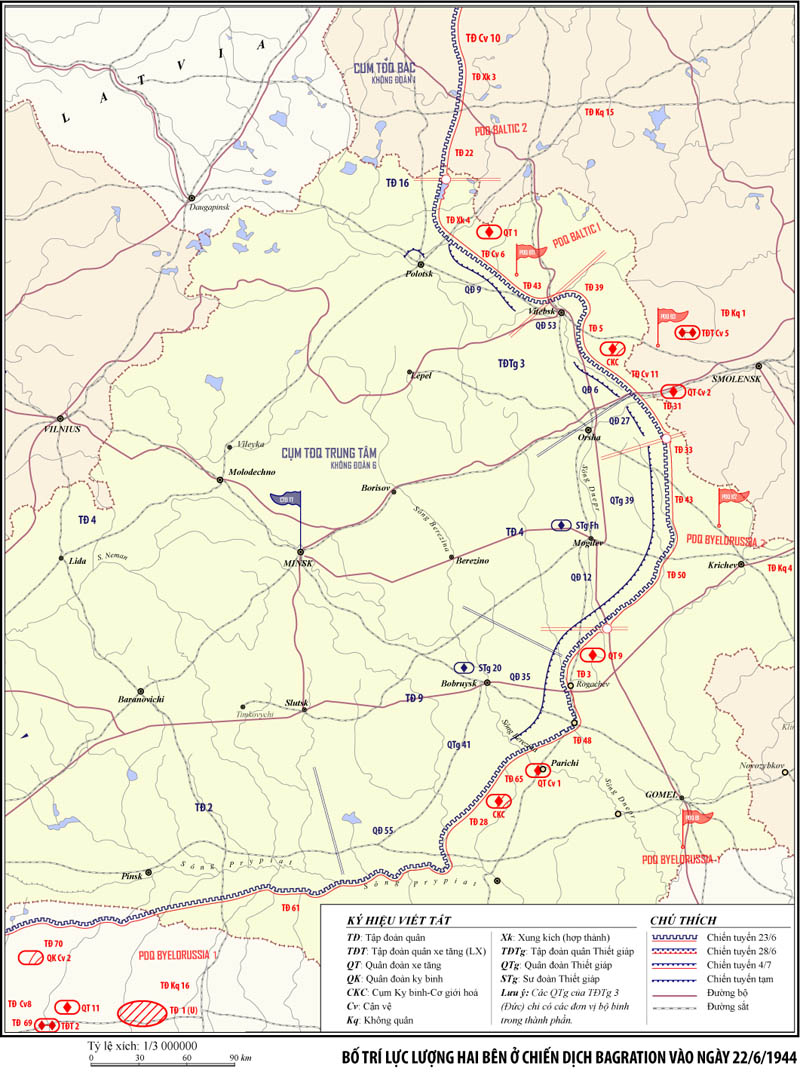
Bố trí quân lực hai bên trước chiến dịch.

Chiến dịch tấn công Belarus (1944) có tên mã Chiến dịch Bagration là hoạt động tấn công quân sự có quy mô lớn của quân đội Liên Xô trong Chiến tranh thế giới thứ hai chống lại quân đội Đức Quốc xã trên hướng trung tâm của mặt trận Xô-Đức. Bắt đầu nổ súng từ ngày 23 tháng 6 năm 1944 và trải qua ba giai đoạn tác chiến kéo dài đến ngày 29 tháng 8 năm 1944, hai bên đã huy động và chiến dịch này trên dưới 3 triệu quân gồm vài chục tập đoàn quân với tổng biên chế lên đến hàng trăm sư đoàn. Trong đó có hàng chục quân đoàn, sư đoàn xe tăng, cơ giới.

## Quân đội Liên Xô

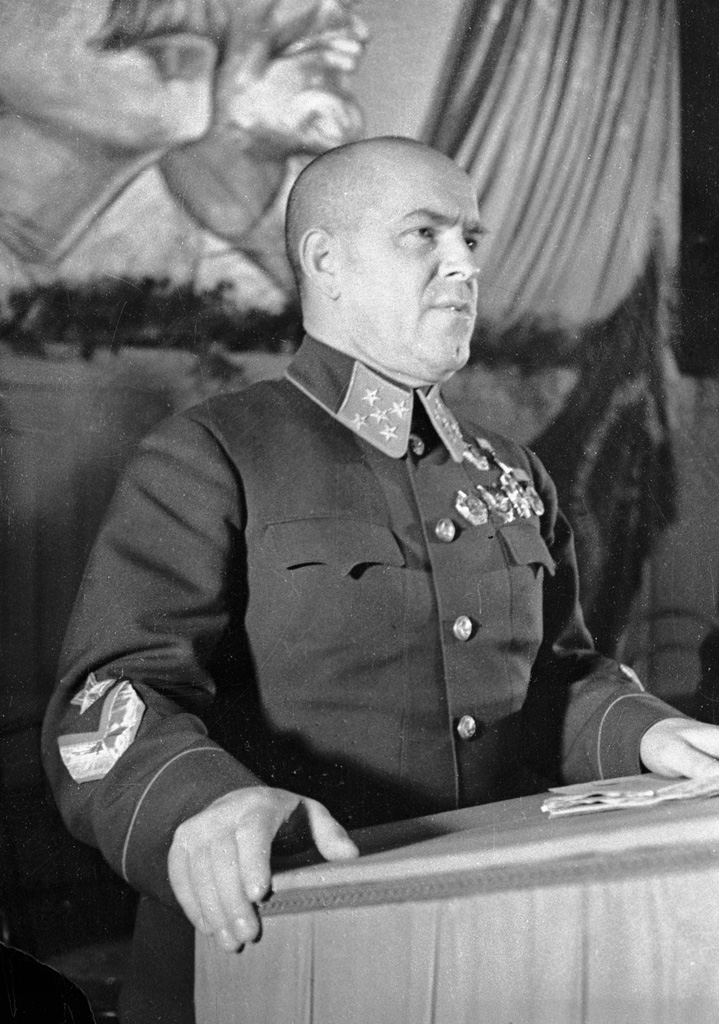
Nguyên soái G. K. Zhukov, đại diện Đại bản doanh, người phối hợp hoạt động của Phương diện quân Byelorussia 1 và 2 (Ảnh chụp tháng 1 năm 1942, khi còn mang quân hàm Đại tướng).
Nguyên soái không quân A. A. Novikov, Tư lệnh không quân Liên Xô, người điều phối các lực lượng không quân tham gia Chiến dịch Bagration. (Ảnh chụp năm 1941, khi còn là trung tướng) Nguyên soái không quân A. A. Novikov, Tư lệnh không quân Liên Xô, người điều phối các lực lượng không quân tham gia Chiến dịch Bagration. (Ảnh chụp năm 1941, khi còn là trung tướng)

Quân đội Liên Xô huy động 4 Phương diện quân tham gia chiến dịch Bagration: Phương diện quân Baltic 1, Phương diện quân Byelorussia 1, 2, 3. Đại diện Đại bản doanh tham gia phối hợp hoạt động các phương diện quân này là các Nguyên soái G. K. Zhukov và A. M. Vasilevsky. Nguyên soái G. K. Zhukov chịu trách nhiệm phối hợp hoạt động của Phương diện quân Byelorussia 1 và 2, Nguyên soái A. M. Vasilevsky chịu trách nhiệm phối hợp các Phương diện quân Byelorussia 3 và Baltic 1.

### Phương diện quân Pribaltic 1

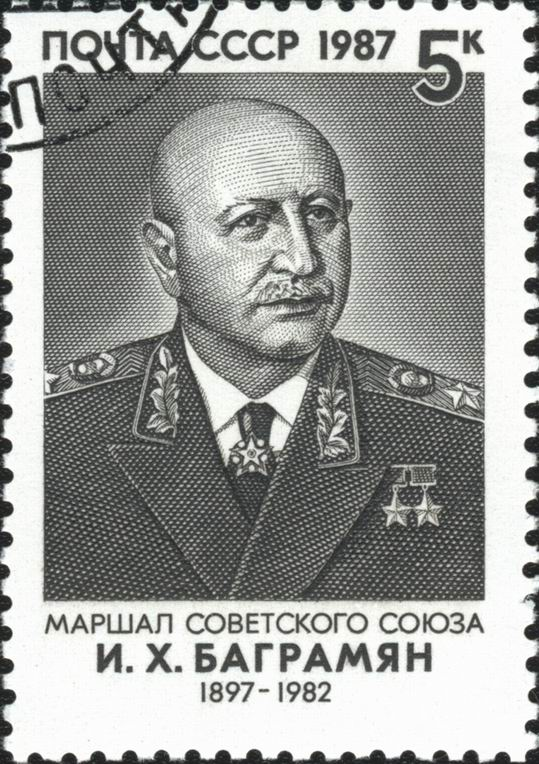
Nguyên soái Liên Xô I. Kh. Bagramian. Năm 1944 là Đại tướng, tư lệnh Phương diện quân Pribaltic 1

Tư lệnh: Đại tướng Ivan Khristoforovich Bagramyan
Tham mưu trưởng: Trung tướng V. V. Kurasov.
Ủy viên hội đồng quân sự: Trung tướng D. S. Leonov
Biên chế tham gia chiến dịch gồm có:
- Tập đoàn quân xung kích 4 (từ ngày 5 tháng 7 thuộc Phương diện quân Pribaltic 2) do Trung tướng P. F. Malyshev chỉ huy, thành phần gồm có[2]:
  - Bộ binh:
    - Quân đoàn 83 gồm các sư đoàn 119, 332, 360.
    - Quân đoàn 100 gồm các sư đoàn 21 (cận vệ), 28 và 200.
    - Các đơn vị trực thuộc tập đoàn quân: Sư đoàn 16, Lữ đoàn 101, Khung sư đoàn 155.

  - Pháo binh:
    - Lựu pháo: Lữ đoàn 138.
    - Pháo chống tăng: Trung đoàn 587.
    - Súng cối: các trung đoàn 99 (cận vệ) và 556.
    - Phòng không: các trung đoàn 617, 1624, 1714 và cụm súng máy phòng không 622.

  - Thiết giáp: Tiểu đoàn xe tăng 171, Lữ đoàn cơ giới 60.
  - Phòng hóa: Tiểu đoàn 2.
  - Công binh: Tiểu đoàn công binh hỗn hợp 12.
- Tập đoàn quân cận vệ 6 do Thượng tướng I. M. Chistyakov chỉ huy, thành phần gồm có:[2]
  - Bộ binh:
    - Quân đoàn cận vệ 2 gồm các sư đoàn bộ binh cận vệ 9, 46 và sư đoàn bộ binh 166.
    - Quân đoàn 22 (từ ngày 7 tháng 7) gồm các sư đoàn cận vệ 46, 90 và Sư đoàn 51
    - Quân đoàn cận vệ 23 gồm các sư đoàn cận vệ 51, 67 và 71.
    - Quân đoàn 103 gồm các sư đoàn 29, 154 và 270

  - Pháo binh:
    - Sư đoàn pháo binh hỗn hợp 21 gồm Lữ đoàn pháo nòng dài 66, các lữ đoàn lựu pháo 55, 94, Lữ đoàn súng cối 25 và lữ đoàn Katyusha 103
    - Pháo nòng dài: Sư đoàn 8 và lữ đoàn 4
    - Lựu pháo: Các trung đoàn 38 và 64.
    - Pháo chống tăng: Các trung đoàn 496, 1970.
    - Súng cối: Sư đoàn 2, các trung đoàn súng cối cận vệ 2, 22, 26
    - Phòng không: Các sư đoàn 39, 46 và trung đoàn 1487

  - Thiết giáp:
    - Xe tăng: Các lữ đoàn 34 (cận vệ) và 143; các trung đoàn 2 (cận vệ), 47 và 119 (từ ngày 3 tháng 7 được rút về lực lượng dự bị của STAVKA).
    - Pháo tự hành: Các trung đoàn cận vệ 333 và 335. Từ ngày 3 tháng 7 được thay bằng các trung đoàn 1049 và 1050.
    - Bổ sung từ ngày 3 tháng 7: Quân đoàn xe tăng 19 gồm các lữ đoàn xe tăng 79, 101, 102, Lữ đoàn cơ giới 26, trung đoàn xe tăng cận vệ 8, các trung đoàn pháo tự hành 867, 1048, 1452, Tiểu đoàn cơ giới 91, Trung đoàn lựu pháo 882, các trung đoàn súng cối 179, 348, trung đoàn phòng không 1717.

  - Phòng hóa: Các lữ đoàn 10, 29, các tiểu đoàn 91, 249
  - Công binh: Các tiểu đoàn 35, 174, 178.
- Tập đoàn quân 43 do Trung tướng A. P. Beloborodov chỉ huy, thành phần gồm có:[2]
  - Bộ binh:
    - Quân đoàn 1 gồm các sư đoàn 179, 306 và 357
    - Quân đoàn 60 gồm các sư đoàn 235 và 334 (đến ngày 28 tháng 7 chuyển sang Tập đoàn quân 51)
    - Quân đoàn 19 (từ ngày 28 tháng 7) gồm các sư đoàn 32, 70 và 334.
    - Quân đoàn 90 (từ ngày 28 tháng 7) gồm các sư đoàn 26, 182, 208.
    - Quân đoàn 92 gồm các sư đoàn 145, 156 và 204.

  - Pháo binh:
    - Pháo nòng dài: Các lữ đoàn cận vệ 28 và 37
    - Lựu pháo: Các trung đoàn 480 và 1224
    - Pháo chống tăng: Lữ đoàn 17, trung đoàn 759
    - Súng cối: các lữ đoàn 17 (cận vệ), 31; Trung đoàn 118
    - Pháo phòng không: Sư đoàn 17, các trung đoàn 246 và 1626.

  - Đến ngày 3 tháng 7, pháo binh của Tập đoàn quân 43 được tổ chức lại gồm:
    - Sư đoàn pháo binh hỗn hợp 21 gồm Lữ đoàn pháo nòng dài 66, các lữ đoàn lựu pháo 55, 64; Lữ đoàn pháo chống tăng 94, Lữ đoàn Katyusha 103, Lữ đoàn súng cối 25.
    - Sư đoàn lựu pháo 8 gồm các trung đoàn cận vệ 27, 28
    - Sư đoàn pháo phòng không 67 gồm các trung đoàn 1982, 1986, 1990, 1994.
    - Các đơn vị độc lập gồm Lữ đoàn lựu pháo cận vệ 37, Trung đoàn pháo chống tăng 759, Sư đoàn súng cối cận vệ 2, các trung đoàn súng cối 99 (cận vệ) và 118, các trung đoàn phòng không 246 và 1626.

  - Thiết giáp:
    - Xe tăng: các lữ đoàn cận vệ 10, 39 (từ ngày 3 tháng 7 là Lữ đoàn xe tăng cận vệ 2), trung đoàn 105. Từ ngày 3 tháng 7 bổ sung thêm các trung đoàn 47 và 119.
    - Pháo tự hành: các trung đoàn 377 (cận vệ), 1203. Từ ngày 3 tháng 7 bổ sung thêm các trung đoàn 336 (cận vệ) và 1056.
    - Xe bọc thép: Trung đoàn 44

  - Phòng hóa: Lữ đoàn 28
  - 'Công binh: Tiểu đoàn 44. Từ ngày 3 tháng 7 bổ sung thêm lữ đoàn 10.
- Tập đoàn quân 51 (từ ngày 14 tháng 7) do Trung tướng Ya. G. Kreizer chỉ huy, thành phần gồm có:[2]
  - Bộ binh:
    - Quân đoàn cận vệ 1 gồm các sư đoàn 87, 279 và 347.
    - Quân đoàn 10 gồm các sư đoàn 91, 216 và 257
    - Quân đoàn 60 (từ 28 tháng 7) gồm các sư đoàn 204, 216, 334
    - Quân đoàn 63 gồm các sư đoàn 77, 267 và 417.

  - Pháo binh: Lữ đoàn lựu pháo 151; các lữ đoàn pháo chống tăng 17, 33, 39, 45, Trung đoàn pháo chống tăng 764; các trung đoàn súng cối 125 và cận vệ 22, Sư đoàn phòng không 19 (các trung đoàn 1267, 1276, 1279, 2014), Trung đoàn phòng không cận vệ 77.
  - Thiết giáp: Các trung đoàn xe tăng cận vệ 3 và 15; Trung đoàn pháo chống tăng tự hành cận vệ 335, các trung đoàn pháo tự hành 1022, 1052, 1102, 1489 và 1492. Trung đoàn cơ giới độc lập 44
  - Phòng hóa: Các tiểu đoàn 11, 519
  - Công binh: Lữ đoàn hỗn hợp 17
  - Không quân: Trung đoàn hỗn hợp 994.
- Tập đoàn quân cận vệ 2 (từ ngày 14 tháng 7) do Trung tướng P. G. Chanchibadze chỉ huy, thành phần gồm có:
  - Bộ binh:
    - Quân đoàn cận vệ 11 gồm các sư đoàn cận vệ 2, 22, 33 và 87.
    - Quân đoàn cận vệ 13 gồm các sư đoàn cận vệ 3, 24 và Sư đoàn 16.
    - Quân đoàn 44 gồm các sư đoàn 115, 319 và 325.
    - Quân đoàn 54 gồm các sư đoàn 126 và 263.

  - Pháo binh:
    - Pháo nòng dài: Các lữ đoàn 53 và 150.
    - Lựu pháo: Các trung đoàn 64, 283, 1224
    - Pháo chống tăng: Các lữ đoàn 14, 25; Trung đoàn cận vệ 113.
    - Súng cối: Lữ đoàn 31, các trung đoàn cận vệ 2, 34; Trung đoàn 483.
    - Pháo phòng không: Sư đoàn 2 (các trung đoàn 1069, 1086, 1113, 1117) và trung đoàn độc lập 1530.

  - Thiết giáp:
    - Quân đoàn xe tăng 1 gồm các lữ đoàn xe tăng 89, 117, 159; Lữ đoàn cơ giới 44; các trung đoàn pháo tự hành 1437, 1514; trung đoàn pháo tự hành chống tăng cận vệ 354; các tiểu đoàn cơ giới cận vệ 10 và 86; Trung đoàn pháo binh 120; Trung đoàn súng cối 108; Trung đoàn phòng không 1720.
    - Các đơn vị xe tăng độc lập: Lữ đoàn cận vệ 39, Trung đoàn cận vệ 32
    - Các đơn vị pháo tự hành độc lập: Trung đoàn chống tăng cận vệ 346, các trung đoàn 1402, 1490, 1491.
    - Trung đoàn xe bọc thép 60.

  - Công binh: Lữ đoàn hỗn hợp 60
  - Không quân: Trung đoàn hỗ hợp 406.
- Tập đoàn quân không quân 3 do Trung tướng N. F. Papivin chỉ huy, thành phần gồm có:[2]
  - Tiêm kích: Các sư đoàn 5 (cận vệ), 190 và 259; Trung đoàn cận vệ 6
  - Cường kích: Các trung đoàn 211, 332, 335.
  - Ném bom: Sư đoàn 314, Trung đoàn 11 (ban ngày), Trung đoàn 206 (ban đêm).
  - Vận tải: Trung đoàn 763.
  - Trinh sát, cứu hộ: các phi đội 353, 399
  - Liên lạc: Phi đội 105
  - Pháo phòng không: các trung đoàn 1556, 1557, 1558.
- Lực lượng dự bị trực thuộc tư lệnh Phương diện quân:[2]
  - Bộ binh:
    - Quân đoàn cận vệ 22 gồm các sư đoàn 90 (cận vệ), 47 và 51.
    - Quân đoàn 14 gồm các sư đoàn 239, 311, 378

  - Pháo binh:
    - Pháo nòng dài: Lữ đoàn 64
    - Lựu pháo: Các trung đoàn 283, 376.
    - Chống tăng: Lữ đoàn 45.
    - Súng cối: Trung đoàn 408.
    - Phòng không: Các trung đoàn 601, 1623, 1625; các tiểu đoàn 183, 221.

  - Thiết giáp:
    - Quân đoàn xe tăng 1 gồm các lữ đoàn xe tăng 89, 117, 159; Lữ đoàn cơ giới 44; các trung đoàn pháo tự hành 1437, 1514; các tiểu đoàn cơ giới 10 (cận vệ), 86; Trung đoàn súng cối 108; Trung đoàn phòng không 1720. (Từ ngày 28 tháng 8 chuyển thuộc Tập đoàn quân cận vệ 2)
    - Các đơn vị độc lập: Lữ đoàn cơ giới 46; các trung đoàn pháo tự hành 336, 346, 1489; các tiểu đoàn xe tăng 15, 64; tiểu đoàn mô tô trinh sát 272.

  - Không quân: Phi đội trinh sát liên lạc 87
  - Công binh: Lữ đoàn 5 làm đường, Lữ đoàn kỹ thuật cận vệ 5, Lữ đoàn 9 cầu phao; các tiểu đoàn cầu phao 94, 106; Tiểu đoàn công trình 37.

### Phương diện quân Byelorussia 3
Tư lệnh: Thượng tướng Ivan Danilovich Chernyakhovsky
Tham mưu trưởng: Trung tướng A. P. Pokrovsky.
Ủy viên hội đồng quân sự: Trung tướng V. E. Makarov.
Thành phần tham gia chiến dịch gồm có:
- Tập đoàn quân 39 do Thượng tướng I. I. Lyudnikov chỉ huy, thành phần gồm có:[2]
  - Bộ binh:
    - Quân đoàn cận vệ 5 gồm các sư đoàn cận vệ 17, 19, 91 và sư đoàn 251.
    - Quân đoàn 84 gồm các sư đoàn 158, 164 và 262.
    - Quân đoàn 113 (từ ngày 7 tháng 7) gồm các sư đoàn 152, 192, 388.

  - Pháo binh:
    - Lựu pháo: Lữ đoàn 139. Từ ngày 7 tháng 7 bổ sung thêm các trung đoàn lựu pháo 83 (cận vệ) và 480.
    - Pháo chống tăng: Trung đoàn 610.
    - Súng cối: Các trung đoàn 54 (cận vệ) và 555. Từ ngày 7 tháng 7 bổ sung thêm các trung đoàn 307, 326
    - Phòng không: Trung đoàn 621. Từ ngày 7 tháng 7 bổ sung thêm Sư đoàn 33 (các trung đoàn 1378, 1710, 1715, 1718) và trung đoàn 1481.

  - Thiết giáp:
    - Xe tăng: Lữ đoàn cận vệ 28
    - Pháo tự hành: Các trung đoàn 735, 957

  - Phòng hóa: Tiểu đoàn 185 (từ ngày 7 tháng 7)
  - Công binh: Lữ đoàn công binh hỗn hợp 32
- Tập đoàn quân 5 do Trung tướng N. I. Krylov chỉ huy, biên chế gồm có:[2]
  - Bộ binh:
    - Quân đoàn 45 gồm các sư đoàn 159, 184 và 338.
    - Quân đoàn 65 gồm các sư đoàn 97, 144 và 371.
    - Quân đoàn 72 gồm các sư đoàn 63, 215 và 277.

  - Pháo binh:
    - Sư đoàn cận vệ 3 pháo binh hỗn hợp gồm các lữ đoàn pháo nòng dài cận vệ 7 và 8, Lữ đoàn lựu pháo cận vệ 22, Lữ đoàn pháo chống tăng cận vệ 99, Lữ đoàn Katyusha 107 và Lữ đoàn súng cối 43.
    - Sư đoàn phòng không 33 gồm các trung đoàn 1378, 1710, 1715 và 1718
    - Các đơn vị độc lập: Lữ đoàn pháo nòng dài cận vệ 15, Lữ đoàn pháo chống tăng cận vệ 16, Trung đoàn pháo chống tăng 696, các trung đoàn súng cối 95 (cận vệ), 283; Trung đoàn phòng không 726.

  - Thiết giáp:
    - Xe tăng: Lữ đoàn cận vệ 2, Lữ đoàn 153; Trung đoàn 253.
    - Pháo chống tăng tự hành: các trung đoàn 343, 359.
    - Pháo tự hành: các trung đoàn 953, 954 và 958.

  - Phòng hóa: Tiểu đoàn 18
  - Công binh: Lữ đoàn 4 công binh hỗn hợp; Lữ đoàn công trình 63
- Tập đoàn quân cận vệ 11 do Trung tướng K. N. Galitsky chỉ huy, biên thế gồm có:[2]
  - Bộ binh:
    - Quân đoàn cận vệ 8 gồm các sư đoàn cận vệ 5, 26, 83.
    - Quân đoàn cận vệ 16 gồm các sư đoàn cận vệ 1, 11, 31.
    - Quân đoàn cận vệ 36 gồm các sư đoàn cận vệ 16, 18, 84.
    - Khung sư đoàn huấn luyện 153.

  - Pháo binh:
    - Pháo nòng dài: Lữ đoàn 149
    - Katyusha: Lữ đoàn 117, các trung đoàn 523, 1093, 1165.
    - Lựu pháo: Các trung đoàn 226, 245, 316, 402, 406.
    - Pháo chống tăng: Lữ đoàn cận vệ 1, Trung đoàn 551.
    - Súng cối: Sư đoàn cận vệ 7, các trung đoàn cận vệ 67, 317, 421 và trung đoàn 545.
    - Pháo phòng không: Các sư đoàn 34, 48, Trung đoàn 1280.

  - Thiết giáp:
    - Quân đoàn xe tăng cận vệ 2 gồm các lữ đoàn cận vệ 4, 25 26; Lữ đoàn cơ giới cận vệ 4; các trung đoàn pháo tự hành 401 (cận vệ), 1500; các trung đoàn súng cối 28 (cận vệ), 79, 273, Trung đoàn phòng không 1695
    - Các đơn vị độc lập: Lữ đoàn xe tăng 120, các trung đoàn xe tăng cận vệ 35 và 63; các trung đoàn xe tăng 148 và 517; các trung đoàn pháo chống tăng tự hành 345 và 348 (cận vệ); Trung đoàn pháo tự hành 1435.

  - Phòng hóa: Các tiểu đoàn 13, 185, 186.
  - Công binh: Lữ đoàn hỗn hợp cận vệ 2, Lữ đoàn công trình 66.
- Tập đoàn quân 31 do Trung tướng V. A. Gluzdovsky chỉ huy, biên chế gồm có:[2]
  - Bộ binh:
    - Quân đoàn 36 gồm các sư đoàn 220, 352
    - Quân đoàn 71 gồm các sư đoàn 88, 192, 331.
    - Quân đoàn 113 gồm các sư đoàn 62, 174
    - Sư đoàn 173 (độc lập)

  - Pháo binh:
    - Pháo nòng dài" Lữ đoàn 140, các trung đoàn 392, 570
    - Lựu pháo: Trung đoàn cận vệ 83
    - Pháo chống tăng: Lữ đoàn 43, Trung đoàn 529
    - Súng cối: các trung đoàn 549 và 74 (cận vệ)
    - Phòng không: Sư đoàn 66 gồm các trung đoàn 1981, 1985, 1989, 1993; các trung đoàn 1275, 1478, 1481; tiểu đoàn 525.

  - Thiết giáp:
    - Xe tăng: Lữ đoàn 213.
    - Pháo tự hành: các trung đoàn 926, 927, 959, 1445.
    - Trinh sát cơ giới: Tiểu đoàn 52.

  - Phòng hóa: Các tiểu đoàn 14, 15
  - Công binh: Lữ đoàn hỗn hợp 31, Tiểu đoàn cầu phà 90.
- Tập đoàn quân xe tăng cận vệ 5 do Nguyên soái xe tăng P. A. Rotmistrov chỉ huy, biên chế gồm có:[2]
  - Thiết giáp: 
    - Quân đoàn cận vệ 3 gồm các lữ đoàn xe tăng cận vệ 3, 18 và 19; Lữ đoàn cơ giới cận vệ; Trung pháo tự hành chống tăng cận vệ 376; các trung đoàn pháo tự hành 1436, 1496; Tiểu đoàn trinh sát bọc thép cận vệ 10, Trung đoàn lựu pháo 749, Trung đoàn súng cối 266, Trung đoàn mô tô 324, Trung đoàn phòng không 1701 зенап
    - Quân đoàn 29 gồm các lữ đoàn xe tăng 25, 31, 32; Lữ đoàn cơ giới 5; các trung đoàn pháo tự hành 1223, 1446; Trung đoàn pháo chống tăng 108; Tiểu đoàn trinh sát bọc thép 75; các trung đoàn súng cối 271 và 409 (cận vệ)
    - Các đơn vị độc lập: Trung đoàn xe tăng cận vệ 14, Trung đoàn cơ giới cận vệ 1.

  - Pháo binh:
    - Pháo mặt đất: Trung đoàn lựu pháo 678; Trung đoàn pháo chống tăng 689, Trung đoàn súng cối cận vệ 76.
    - Pháo phòng không: Sư đoàn 6 gồm các trung đoàn 146, 366, 516, 1062.

  - Không quân: Trung đoàn hỗn hợp 994.
  - Công binh: Tiểu đoàn hỗn hợp 377.
- Tập đoàn quân không quân 1 do trung tướng M. M. Gromov (đến tháng 7 năm 1944) và thượng tướng T. T. Khryukin chỉ huy, biên chế gồm có:[2]
  - Tiêm kích: các quân đoàn 1 (cận vệ), 2, 3; các sư đoàn 240, 303. Tổng cộng 8 sư đoàn.
  - Cường kích: Các trung đoàn 307, 308, 311 và cận vệ 1
  - Ném bom: Quân đoàn cận vệ 1 gồm các sư đoàn cận vệ 4, 5; các sư đoàn cận vệ 3, 6; các sư đoàn 334, 213 (ban đêm)
  - Vận tải: các trung đoàn 10, 117, 142 (tàu lượn)
  - Trinh sát, cứu hộ: Trung đoàn 1
  - Liên lạc: Phi đội 354.
  - Phòng không: Các trung đoàn 1551, 1552, 1553, 1565, 1600, 1602, 1604 và 1608.
- Lực lượng dự bị trực thuộc tư lệnh phương diện quân:[2]
  - Kỵ binh: Quân đoàn kỵ binh cận vệ 3 gồm các sư đoàn cận vệ 5, 6 và Sư đoàn kỵ binh 32, Trung đoàn pháo tự hành 1814, Trung đoàn pháo chống tăng cận vệ 144, Tiểu đoàn trinh sát cơ giới cận vệ 3, Trung đoàn súng cối cận vệ 3, Tiểu đoàn súng cối cận vệ 64, Trung đoàn phòng không 1731.
  - Pháo binh: 
    - Sư đoàn pháo binh hỗn hợp cận vệ 2 thuộc Quân đoàn pháo binh 5 gồm Lữ đoàn pháo nòng dài cận vệ 4, các lữ đoàn lựu pháo 114 và cận vệ 6, các lữ đoàn Katyusha cận vệ 5 và 20, Lữ đoàn súng cối 33.
    - Sư đoàn pháo binh 4 gồm các lữ đoàn lựu pháo cận vệ 11, 12, 13 14; Lữ đoàn hỏa tiễn cận vệ 9
    - Sư đoàn pháo binh hỗn hợp 20 gồm Lữ đoàn pháo nòng dài 34, 60; Lữ đoàn lựu pháo 53, Lữ đoàn pháo chống tăng 93; Lữ đồan Katyusha 102, Lữ đoàn súng cối 20.
    - Sư đoàn phòng không 20 gồm các trung đoàn 1333, 1339, 1345 và 1351.
    - Các đơn vị độc lập: Lữ đoàn Katyusha 119; Trung đoàn súng cối cận vệ 326; các trung đoàn phòng không 1281, 1480; các tiểu đoàn súng máy cao xạ 64, 324 và 500.

  - Thiết giáp:
    - Quân đoàn cơ giới cận vệ 3 gồm các lữ đoàn cơ giới cận vệ 7, 8, 9; Lữ đoàn xe tăng cận vệ 35; các trung đoàn pháo tự hành 1510 và 1823; Tiểu đoàn trinh sát bọc thép cận vệ 1; Tiểu đoàn pháo tự hành chống tăng 743; các trung đoàn súng cối 129, 334 (cận vệ). Trung đoàn phòng không 1705
    - Các đơn vị độc lập: Trung đoàn pháo tự hành chóng tăng 337, Trung đoàn bộ binh mô tô cận vệ 2; Tiểu đoàn xe tăng phun lửa 271, Tiểu đoàn cơ giới độc lập 12.

  - Công binh: Lữ đoàn 3 công binh hỗn hợp; Lữ đoàn cầu phao 13, Lữ đoàn rà phá mìn 8, Tiểu đoàn công trình.

### Phương diện quân Byelorussia 2
Tư lệnh: Thượng tướng Georgy Fyodorovich Zakharov
Tham mưu trưởng: Trung tướng A. N. Bogolyubov.
Ủy viên hội đồng quân sự: Trung tướng L. Z. Mekhlis (đến tháng 7 năm 1944), Trung tướng N. E. Subbotin.
Thành phần tham gia chiến dịch gồm có:
- Tập đoàn quân 33 do Trung tướng V. D. Kryuchenkin (đến tháng 7 năm 1944), Trung tướng S. I. Morozov (đến tháng 9 năm 1944) và Thượng tướng V. D. Tsvetayev lần lượt chỉ huy, biên chế gồm có:[2]
  - Bộ binh: Quân đoàn 62 (gồm các sư đoàn 49, 70, 157), các sư đoàn độc lập 222, 344.
  - Pháo binh: Lữ đoàn lựu pháo 142, Trung đoàn pháo chống tăng 873, Trung đoàn súng cối 538, Trung đoàn phòng không 1266.
  - Thiết giáp: Trung đoàn pháo tự hành 1197.
  - Phòng hóa: Tiểu đoàn 17
  - Công binh: Lữ đoàn công binh hỗn hợp 34.
- Tập đoàn quân 49 do Trung tướng I. T. Grishin chỉ huy, biên chế gồm có:[2]
  - Bộ binh:
    - Quân đoàn 69 gồm các sư đoàn 42, 153.
    - Quân đoàn 70 gồm các sư đoàn 64, 199.
    - Quân đoàn 81 gồm các sư đoàn 32, 95.
    - Các sư đoàn độc lập 290 và 369.

  - Pháo binh:
    - Pháo nòng dài: Lữ đoàn 143.
    - Katyusha: Các trung đoàn 517, 557 và 41 (cận vệ).
    - Lựu pháo: Các trung đoàn 49, 56, 81, 331, 472, 1231 và 55 (cận vệ)
    - Pháo chống tăng: Các lữ đoàn 5, 27; Trung đoàn 593
    - Súng cối: các trung đoàn cận vệ 89, 100, các trung đoàn 540, 544
    - Phòng không: Sư đoàn 47 gồm các trung đoàn 1585, 1586, 1591, 1592; Sư đoàn 49 gồm các trung đoàn 1265, 1271, 1272, 2012; các trung đoàn độc lập 1273, 1479.

  - Thiết giáp:
    - Xe tăng: Các lữ đoàn cận vệ 22, 42; Trung đoàn 233
    - Pháo tự hành: Các trung đoàn 1196, 1434, 1444, 1902
    - Pháo tự hành chống tăng: Các trung đoàn cận vệ 334 và 342
    - Trinh sát cơ giới: Tiểu đoàn 1.

  - Công binh: Lữ đoàn hỗn hợp 11, Tiểu đoàn công trình 345, các tiểu đoàn rà phá mìn 9, 87 và 122.
- Tập đoàn quân 50 do trung tướng I. V. Boldin chỉ huy, biên chế gồm có:[2]
  - Bộ binh:
    - Quân đoàn 19 gồm các sư đoàn 324, 362.
    - Quân đoàn 38 gồm các sư đoàn 110, 380, 385.
    - Quân đoàn 121 gồm các sư đoàn 139, 238, 330
    - Sư đoàn độc lập 307

  - Pháo binh:
    - Pháo nòng dài: Lữ đoàn 144
    - Katyusha: Trung đoàn 1099
    - Lựu pháo: Các trung đoàn cận vệ 16 và 85
    - Pháo chống tăng: Lữ đoàn 4, Trung đoàn 1321
    - Súng cối: Trung đoàn 481
    - Phòng không: Trung đoàn 1484, các tiểu đoàn phòng không cơ giới hóa 32, 33.

  - Thiết giáp: Trung đoàn pháo tự hành 1819, Trung đoàn pháo tự hành chống tăng 1830.
  - Phòng hóa: Các tiểu đoàn 16, 173.
  - Công binh: Lữ đoàn công binh hỗn hợp 50, Tiểu đoàn rà phá mình 89.
- Tập đoàn quân không quân 4 do thượng tướng K. A. Vershinin chỉ huy, biên chế gồm có:[2]
  - Tiêm kích: Các sư đoàn 229, 309
  - Cường kích: Các sư đoàn 230, 233
  - Ném bom: Sư đoàn 325, Trung đoàn 164.
  - Vận tải: Trung đoàn 209.
  - Trinh sát, cứu hộ: Phi đội 184.
- Lực lượng dự bị trực thuộc tư lệnh phương diện quân:[2]
  - Bộ binh: Sư đoàn 343.
  - Pháo binh:
    - Pháo nòng dài: Lữ đoàn 2
    - Katyusha: các lữ đoàn cận vệ 31, 32.
    - Pháo chống tăng: Lữ đoàn 13.
    - Súng cối: Các lữ đoàn 4, 19; các trung đoàn 77, 307 và 325
    - Phòng không: Các trung đoàn 225, 341, 739, 1268, 1270, 1482 và 1709; các tiểu đoàn súng máy 4, 490 và 614; Tiểu đoàn xe bọc thép phòng không 19.

  - Thiết giáp:
    - Xe tăng: Các lữ đoàn 43 (cận vệ) và 256
    - Pháo tự hành: Trung đoàn 722
    - Trinh sát cơ giới: Các tiểu đoàn 6 và 145.

  - Công binh: Lữ đoàn hỗn hợp cận vệ 1, Lữ đoàn cầu phà 33; Tiểu đoàn rà phá mìn 92.

### Phương diện quân Byelorussia 1

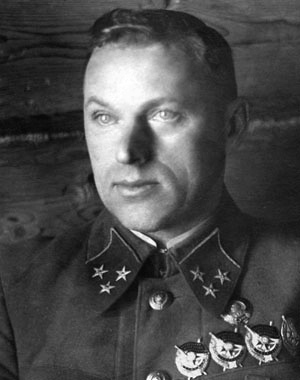
Tướng K. K. Rokossovsky, Tư lệnh Phương diện quân Byelorussia 1

Tư lệnh: Đại tướng Konstantin Konstantinovich Rokossovsky.
Tham mưu trưởng: Thượng tướng M. S. Malinin
Ủy viên hội đồng quân sự: Thượng tướng M. A. Bulganin (đến ngày 5 tháng 7), Trung tướng K. F. Telegin.
Thành phần tham gia chiến dịch gồm có:
- Tập đoàn quân 3 do trung tướng A. V. Gorbatov chỉ huy, biên chế gồm có:[2]
  - Bộ binh:
    - Quân đoàn 35 gồm các sư đoàn 250, 323, 348
    - Quân đoàn 40 gồm các sư đoàn 129, 169
    - Quân đoàn 41 gồm các sư đoàn 120 (cận vệ), 269.
    - Quân đoàn 46 gồm các sư đoàn 82, 108, 413.
    - Quân đoàn 80 gồm các sư đoàn 5, 186, 283.

  - Pháo binh:
    - Katyusha: Trung đoàn 1091
    - Lựu pháo: Lữ đoàn 43
    - Pháo chống tăng: Lữ đoàn 44, các trung đoàn 120, 584, 1071, 1311.
    - Súng cối: các trung đoàn 313 (cận vệ) 286, 475.
    - Phòng không: Sư đoàn 28 gồm các trung đoàn 1355, 1359, 1365, 1371; Trung đoàn độc lập 1284.

  - Thiết giáp: 
    - Xe tăng: Các trung đoàn 36, 40, 193, 223, 510
    - Pháo tự hành chống tăng: Lữ đoàn 8, Trung đoàn cận vệ 340
    - Pháo tự hành: Các trung đoàn 1812, 1888, 1899, 1900, 1901.

  - Phòng hóa: Các tiểu đoàn 141, 207.
  - Công binh: Lữ đoàn hỗn hợp 10, tiểu đoàn cầu phà 85.
- Tập đoàn quân cận vệ 8 do thượng tướng V. I. Chuikov chỉ huy, biên chế gồm có:[2]
  - Bộ binh:
    - Quân đoàn cận vệ 4 gồm cac sư đoàn cận vệ 35, 47 và 57.
    - Quân đoàn cận vệ 28 gồm các sư đoàn cận vệ 39, 79 và 88.
    - Quân đoàn cận vệ 29 gồm các sư đoàn cận vệ 27, 74 và 82.

  - Pháo binh:
    - Lựu pháo: Lữ đoàn cận vệ 43.
    - Katyusha: Trung đoàn cận vệ 40.
    - Pháo chống tăng: Trung đoàn cận vệ 266
    - Súng cối: Trung đoàn 141.
    - Pháo phòng không: Trung đoàn 878.

  - Thiết giáp: Các trung đoàn pháo tự hành 1061, 1087 và 1200.
  - Công binh: Lữ đoàn hỗn hợp 64.
- Tập đoàn quân 28 do Trung tướng A. A. Luchinsky chỉ huy, biên chế gồm có:[2]
  - Bộ binh:
    - Quân đoàn cận vệ 3 gồm các sư đoàn cận vệ 50, 54 và 96.
    - Quân đoàn 20 gồm các sư đoàn cận vệ 48, 55 và Sư đoàn 20.
    - Quân đoàn 128 gồm các sư đoàn 61, 130 và 152.

  - Pháo binh:
    - Katyusha: Lữ đoàn 3.
    - Lựu pháo: Lữ đoàn 157 và trung đoàn 377.
    - Pháo chống tăng: Trung đoàn 530
    - Súng cối: Lữ đoàn 1 (thuộc Sư đoàn pháo binh 5), các trung đoàn cận vệ 133 và 316.
    - Phòng không: Sư đoàn 12 gồm các trung đoàn 836, 977, 990, 997; Trung đoàn độc lập 607.

  - Thiết giáp:
    - Xe tăng: Các trung đoàn 30 (cận vệ), 65, 166 và 516
    - Pháo tự hành chống tăng: Trung đoàn cận vệ 347.
    - Pháo tự hành: các trung đoàn 881, 1416 và 1898.

  - Phòng hóa: Tiểu đoàn 41.
  - Công binh: Lữ đoàn 2 công binh cầu phà; Lữ đoàn hỗn hợp 36
- Tập đoàn quân 47 do Trung tướng N. I. Gusev chỉ huy, biên chế gồm có:[2]
  - Bộ binh:
    - Quân đoàn 77 gồm các sư đoàn 143, 185 và 234.
    - Quân đoàn 125 gồm các sư đoàn 60, 76 và 175.
    - Quân đoàn 129 gồm các sư đoàn 132, 165 và 260
    - Sư đoàn đọc lập 328

  - Pháo binh:
    - Pháo binh hỗn hợp: Sư đoàn 6 gồm Lữ đoàn pháo nòng dài 21, các lữ đoàn lựu pháo 10, 18, 118, Lữ đoàn 2 súng cối.
    - Pháo chống tăng" Lữ đoàn 20 và trung đoàn 163.
    - Súng cối: Trung đoàn 460
    - Phòng không: Sư đoàn 64 gồm các trung đoàn 1979, 1983, 1987 và 1991; Trung đoàn độc lập 1488.

  - Thiết giáp:
    - Xe tăng: Lữ đoàn 68, các trung đoàn 230, 259
    - Pháo tự hành: Các trung đoàn 298 (cận vệ), 1204, 1295, 1821 và 1892
    - Xe bọc thép trinh sát: Các trung đoàn 31, 59.

  - Phòng hóa: Các tiểu đoàn 10, 19, 20.
  - Công binh: Lữ đoàn công binh hỗn hợp 18, các tiểu đoàn cầu phà 21, 108.
- Tập đoàn quân 48 do trung tướng P. L Romanenko chỉ huy, biên chế gồm có:[2]
  - Bộ binh:
    - Quân đoàn 29 gồm các sư đoàn 102, 217.
    - Quân đoàn 42 gồm các sư đoàn 137, 170, 399.
    - Quân đoàn 53 gồm các sư đoàn 17, 73, 96
    - Sư đoàn độc lập 194.

  - Pháo binh:
    - Pháo binh hỗn hợp: Sư đoàn 22 gồm Lữ đoàn pháo nòng dài 13, các lữ đoàn lựu pháo 59 và 63
    - Lựu pháo" Lữ đoàn 68
    - Pháo chống tăng: Trung đoàn cận vệ 220.
    - Súng cối: Trung đoàn 479
    - Phòng không: Sư đoàn 13 gồm các trung đoàn 1065, 1173, 1175 và 1218; Trung đoàn độc lập 461.

  - Thiết giáp:
    - Xe tăng: Các trung đoàn 42 và 231
    - Pháo tự hành chống tăng: Trung đoàn cận vệ 341.
    - Pháo tự hành: các trung đoàn 713, 1890, 1897
    - Trinh sát bọc thép: Trung đoàn 39.

  - Phòng hóa: Tiểu đoàn 142
  - Công binh: Lữ đoàn hỗn hợp 57, Tiểu đoàn cầu phà 104.
- Tập đoàn quân 61 do Trung tướng P. A. Belov chỉ huy, biên chế gồm có:[2]
  - Bộ binh:
    - Quân đoàn cận vệ 9 gồm các sư đoàn 12 (cận vệ) và 212
    - Quân đoàn 89 gồm các sư đoàn 23 và 55
    - Các sư đoàn độc lập 397 và 415.

  - Pháo binh:
    - Lựu pháo: Lữ đoàn cận vệ 38
    - Katyusha: Trung đoàn cận vệ 60
    - Pháo chống tăng: Trung đoàn 533.
    - Súng cối: Trung đoàn 547.
    - Phòng không: Trung đoàn 1282.

  - Thiết giáp: Trung đoàn xe bọc thép 40
  - Công binh: Lữ đoàn hỗn hợp 38.
- Tập đoàn quân 65 do thượng tướng P. I. Batov chỉ huy, biên chế gồm có:[2]
  - Bộ binh:
    - Quân đoàn 18 gồm sư đoàn cận vệ 37 và các sư đoàn 15, 69
    - Quân đoàn 105 gồm các sư đoàn 75 (cận vệ), 354, 356 và Lữ đoàn 115
    - Các sư đoàn độc lập 44 (cận vệ) và 193.

  - Pháo binh:
    - Pháo binh hỗn hợp: Sư đoàn 26 gồm Lữ đoàn pháo nòng dài 75 các lữ đoàn lựu pháo 56 và 77
    - Lựu pháo: Lữ đoàn 147
    - Pháo chống tăng: Lữ đoàn 3 (cận vệ) và trung đoàn 543
    - Súng cối: Trung đoàn 143 (cận vệ) và Trung đoàn 6
    - Pháo phòng không: Sư đoàn cận vệ 3 gồm các trung đoàn cận vệ 297, 307, 308 và 309; Trung đoàn độc lập 235.

  - Thiết giáp:
    - Xe tăng: Trung đoàn 251.
    - Pháo tự hành chống tăng: Các trung đoàn cận vệ 344 và 354.
    - Pháo tự hành: Các trung đoàn 922 và 925.

  - Phòng hóa: Tiểu đoàn 177
  - Công binh: Lữ đoàn hỗn hợp 14.
- Tập đoàn quân 69 do Trung tướng V. I. Kolpakchi chỉ huy, biên chế gồm có:[2]
  - Bộ binh:
    - Quân đoàn 25 gồm các sư đoàn 77 (cận vệ), 4 và 41.
    - Quân đoàn 61 gồm các sư đoàn 134, 247 và 274.
    - Quân đoàn 91 gồm các sư đoàn 117, 312 và 370.

  - Pháo binh:
    - Lựu pháo: Lữ đoàn 62.
    - Pháo chống tăng: Các lữ đoàn 4 (cận vệ), 8 và 40; Trung đoàn 22.
    - Súng cối: Lữ đoàn cận vệ 35, Trung đoàn 256
    - Phòng không: Sư đoàn 24 gồm các trung đoàn 1045, 1337, 1343 và 1349; Trung đoàn độc lập 594.

  - Thiết giáp: Lữ đoàn pháo tự hành 12, các trung đoàn pháo tự hành 1205, 1206 và 1221.
  - Công binh: Lữ đoàn hỗn hợp 37; Lữ đoàn rà phá mìn 41; Tiểu đoàn 9 công binh cầu phà.
- Tập đoàn quân 70 do trung tướng V. S. Popov chỉ huy, biên chế gồm có:
  - Bộ binh:
    - Quân đoàn 96 gồm các sư đoàn 1, 38 (cận vệ)
    - Quân đoàn 114 gồm các sư đoàn 76 (cận vệ) và 160
    - Sư đoàn 3 bộ binh nhẹ.

  - Pháo binh:
    - Lựu pháo: Lữ đoàn 148
    - Pháo chống tăng: Trung đoàn 378
    - Súng cối: Trung đoàn cận vệ 136
    - Phòng không: Trung đoàn 581.

  - Công binh: Lữ đoàn hỗn hợp 48.
- Tập đoàn quân xe tăng 2 do thượng tướng xe tăng S. I. Bogdanov chỉ huy, biên chế gồm có:[2]
  - Thiết giáp:
    - Quân đoàn xe tăng 3 gồm các lữ đoàn xe tăng 50, 51, 103; Lữ đoàn cơ giới 57; các trung đoàn pháo tự hành 1107, 1219; Trung đoàn súng cối 234; Tiểu đoàn cơ giới 74; Tiểu đoàn súng phun lửa 728; Tiểu đoàn mô tô cận vệ 126; Trung đoàn phòng khôing 121
    - Quân đoàn xe tăng 16 gồm các lữ đoàn xe tăng 107, 109, 164; Lữ đoàn cơ giới 15; Trung đoàn xe tăng cận vệ 6; các trung đoàn pháo tự hành 1239, 1441; Trung đoàn súng cối 226; Tiểu đoàn cơ giới 51; Tiểu đoàn súng phun lửa 729; Tiểu đoàn mô tô cận vệ 89; Trung đoàn phòng không 1721
    - Các đơn vị độc lập: Lữ đoàn xe tăng cận vệ 11, Trung đoàn cơ giới 5, Tiểu đoàn cơ giới 87.

  - Pháo binh: Trung đoàn lựu pháo cận vệ 86.
  - Công binh: Trung đoàn 1 kỹ thuật xe tăng, Tiểu đoàn công binh công trình 357.
- Tập đoàn quân Ba Lan 1 do trung tướng Stanislav Gilyarovich Poplavsky (người Ba Lan) chỉ huy, biên chế gồm có:[2]
  - Bộ binh:
    - Các sư đoàn bộ binh Ba Lan 1, 2, 3, 4
    - Sư đoàn bộ binh moto số 1
    - Lữ đoàn bộ binh nhẹ số 1
    - Lữ đoàn kỵ binh Ba Lan 1
    - Tiểu đoàn trinh sát 1.

  - Pháo binh:
    - Pháo nòng dài: Các lữ đoàn 1, 5
    - Lựu pháo: Các lữ đoàn 2, 3
    - Pháo chống tăng: Lữ đoàn 4.
    - Súng cối: Trung đoàn 1
    - Phòng không: Sư đoàn 1 gồm các trung đoàn 15, 16, 17, 18 và tiểu đoàn 1 súng máy cao xạ.

  - Thiết giáp: Lữ đoàn xe tăng 1
  - Công binh: Lữ đoàn công binh hỗn hợp 1, Tiểu đoàn 7 công trình, Tiểu đoàn 6 cầu phà.
  - Phòng hóa Tiểu đoàn 2 súng phun lửa.
  - Không quân: Trung đoàn 1 tiêm kích, Trung đoàn 2 ném bom.
- Tập đoàn quân không quân 6 do Trung tướng F. P. Polynin chỉ huy, biên chế gồm có:[2]
  - Tiêm kích: Sư đoàn 36
  - Cường kích: Sư đoàn cận vệ 3
  - Ném bom: Sư đoàn 242, các trung đoàn 72, 93
  - Vận tải: Trung đoàn 713
  - Trinh sát, cứu hộ: Trung đoàn 141.
  - Pháo phòng không: Các trung đoàn 1596, 1597.
- Tập đoàn quân không quân 16 của Thượng tướng S. I. Rudenko chỉ huy, biên chế gồm có:[2]
  - Tiêm kích:
    - Quân đoàn 6 gồm các sư đoàn 234, 173
    - Quân đoàn 8 gồm các sư đoàn 215, 323
    - Các đơn vị độc lập: Sư đoàn cận vệ 1, các sư đoàn 279, 283, 296; Trung đoàn 19

  - Cường kích:
    - Quân đoàn 4 gồm các sư đoàn 196, 199
    - Các đơn vị độc lập: Sư đoàn cường kích cận vệ 2, các sư đoàn cường kích 299, 300

  - Ném bom:
    - Quân đoàn 3 gồm các sư đoàn 241, 301
    - Quân đoàn hỗn hợp 6 gồm các sư đoàn ném bom 132, 221 và sư đoàn tiêm kích 282.
    - Các đơn vị độc lập: Sư đoàn ném bom 271

  - Vận tải: Các trung đoàn 16.
  - Trinh sát, cứu hộ: Trung đoàn 6
  - Liên lạc và các nhiệm vụ đặc biệt: Trung đoàn 919.
  - Kỹ thuật hành không: Trung đoàn 98.
  - Điều hành không lưu và phục vụ mặt đất: Trung đoàn cận vệ 62.
  - Pháo phòng không: Các trung đoàn 325, 1560, 1601, 1610, 1611, 1612 và 1974.
- Lực lượng dự bị trực thuộc Tư lệnh phương diện quân:[2]
  - Bộ binh: Các khung sư đoàn 115, 119, 153, 161
  - Kỵ binh:
    - Quân đoàn kỵ binh cận vệ 2 gồm các sư đoàn cận vệ 3, 4 và 17; Trung đoàn pháo tự hành 1459; Trung đoàn pháo chống tăng 149; Trung đoàn xe tăng hạng nhẹ cận vệ 2; Trung đoàn súng cối cận vệ 10; Tiểu đoàn công binh cận vệ 60; Trung đoàn phòng không 1730.
    - Quân đoàn kỵ binh cận vệ 4 gồm các sư đoàn cận vệ 9, 10; Sư đoàn kỵ binh 30; các trung đoàn xe tăng 128, 134, 151; Trung đoàn pháo tự hành 1815; Trung đoàn pháo chống tăng cận vệ 152; Tiểu đoàn pháo tự hành chống tăng cận vệ 4, các trung đoàn súng cối cận vệ 12, 68; Trung đoàn phòng không 255
    - Quân đoàn kỵ binh cận vệ 7 gồm các sư đoàn kỵ binh cận vệ 14, 15, 16; các trung đoàn xe tăng 32, 57, 114; Trung đoàn pháo tự hành 1816; Trung đoàn pháo chống tăng 145; Tiểu đoàn pháo tự hành chóng tăng cận vệ 7; các trung đoàn súng cối cận vệ 7, 57; Trung đoàn phòng không 1733.

  - Pháo binh:
    - Sư đoàn 4 pháo binh hỗn hợp gồm Lữ đoàn pháo nòng dài cận vệ 24, các lữ đoàn lựu pháo 9, 24; Lữ đoàn pháo chống tăng 86; Lữ đoàn 100 Katyusha
    - Sư đoàn 12 pháo binh hỗn hợp gồm Lữ đoàn pháo nòng dài 46, các lữ đoàn lựu pháo 32, 41; Lữ đoàn pháo chống tăng 89; Lữ đoàn Katyusha 104; Lữ đoàn súng cối 11.
    - Katyusha: Các lữ đoàn 4, 30, 122, 124
    - Lựu pháo: Các lữ đoàn 295 (cận vệ) 315, 317.
    - Pháo chống tăng: Các lữ đoàn 1, 41; Trung đoàn 1070.
    - Súng cối: Sư đoàn cận vệ 5 gồm các lữ đoàn súng cối cận vệ 16, 22, 23; Lữ đoàn 32; các trung đoàn 6, 37, 43, 56, 62, 75, 84, 92, 94, 303 và 311 (cận vệ).
    - Phòng không: Sư đoàn cận vệ 2 gồm các trung đoàn cận vệ 302, 303, 304 và 306 гв. зенап); Sư đoàn 31 gồm các trung đoàn 1376, 1380, 1386, 1392; Sư đoàn 65 gồm các trung đoàn 1980, 1984, 1988, 1992; các trung đoàn 221 (cận vệ), 1259, 1263; các tiểu đoàn súng máy cao xạ 13 (cận vệ), 27, 31 và 615.

  - Thiết giáp:
    - Quân đoàn xe tăng cận vệ 1 gồm các lữ đoàn xe tăng cận vệ 15, 16, 17; Lữ đoàn cơ giới cận vệ 1; các trung đoàn pháo tự hành 1001, 1296; Trung đoàn súng cối 455; các tiểu đoàn trinh sát cơ giới cận vệ 13, 43; Trung đoàn phòng không cận vệ 80
    - Quân đoàn cơ giới 1 gồm các lữ đoàn cơ giới 19, 35, 37; Lữ đoàn xe tăng 219; Trung đoàn pháo tự hành 1822 сап; Trung đoàn súng cối 294; các tiểu đoàn trinh sát cơ giới 57 và 41 (cận vệ); Trung đoàn phòng không 1382
    - Quân đoàn xe tăng cận vệ 8 gồm các lữ đoàn xe tăng cận vệ 58, 59 và 60; Lữ đoàn cơ giới cận vệ 28; Trung đoàn xe tăng cận vệ 62; các trung đoàn pháo tự hành 301 (cận vê) và 1817; Trung đoàn súng cối cận vệ 269; các tiểu đoàn trinh sát cơ giới cận vệ 6 và 307; Trung đoàn phòng không 300
    - Quân đoàn xe tăng 9 gồm các lữ đoàn xe tăng 23, 95 và 108; Lữ đoàn cơ giới 8; các trung đoàn pháo tự hành 1455, 1508; Trung đoàn súng cối 218; các tiểu đoàn trinh sát cơ giới 90 và 286 (cận vệ); Trung đoàn phòng không 216
    - Quân đoàn xe tăng 11 gồm các lữ đoàn xe tăng 20, 36 và 65; Lữ đoàn cơ giới 12; Trung đoàn xe tăng cận vệ 50; các trung đoàn pháo tự hành 1461 và 1493; Trung đoàn súng cối 243; các tiểu đoàn trinh sát cơ giới 93, 738, 115 (cận vệ); Trung đoàn phòng không 1388
    - Các tiểu đoàn xe tăng phun lửa 273, 274
    - Trung đoàn cơ giới 55.

  - Công binh:
    - Sư đoàn cận vệ 1 gồm lữ đoàn mở đường 34, Lữ đoàn kỹ thuật 35, Lữ đoàn cầu phao 7;
    - Các đơn vị độc lập: Trung đoàn cầu phà 4; các tiểu đoàn công trình 63, 73; các tiểu đoàn rà phá mìn 8, 48, 53 và 131.

## Quân đội Đức Quốc xã

### Cụm tập đoàn quân Bắc
Tư lệnh: Thượng tướng Georg Lindemann (đến ngày 4 tháng 7 năm 1944), Thượng tướng Johannes Frießner (đến 25 tháng 7 năm 1944) và Thượng tướng Ferdinand Schörner.
Tham mưu trưởng: Trung tướng Eberhard Kinzel (đến 18 tháng 7 năm 1944) và Trung tướng Oldwig von Natzmer.
- Tập đoàn quân 16 do Thượng tướng Paul Laux chỉ huy, có các đơn vị cánh phải tham gia chiến dịch:[7]
  - Quân đoàn bộ binh 1 do Trung tướng Carl Hilpert chỉ huy, phòng thủ trên địa đoạn từ hồ Nesherla đến Sirotino với trung tâm phòng ngự đặt tại Polotsk, biên chế gồm có:[8]
    - Sư đoàn bộ binh 87 của Trung tướng Mauritz Freiherr von Strachwitz, gồm các trung đoàn bộ binh 173, 185, 187; Trung đoàn pháo binh 87; Trung đoàn chống tăng 187; Tiểu đoàn súng phun lửa 87; các tiểu đoàn cơ giới, súng cối, trinh sát, công binh, liên lạc.
    - Sư đoàn bộ binh 205 của tướng pháo binh Horst von Mellenthin, gồm các trung đoàn bộ binh 335, 353, 358; Trung đoàn pháo binh 205, Trung đoàn chống tăng 205, các tiểu đoàn cơ giới, súng cối, trinh sát, công binh, liên lạc.
    - Sư đoàn cảnh vệ 281 của Trung tướng Wilhelm-Hunold von Stockhausen (đến ngày 27 tháng 7 năm 1943), Trung tướng Bruno Ortner (đến ngày 30 tháng 7 năm 1944) và Thiếu tướng Alois Windisch gồm Trung đoàn bộ binh 368, Trung đoàn cảnh vệ 107, Trung đoàn cảnh sát 9, Trung đoàn pháo binh 281; Tiểu đoàn xe tăng 281; các tiểu đoàn kỵ binh, súng cối, trinh sát, công binh, liên lạc.

  - Các đơn vị được điều động tăng cường cho các hướng chiến dịch:
    - Tăng cường cho Tập đoàn quân 2 (Đức): Sư đoàn bộ binh xung kích 28 của Trung tướng Gustav Heistermann von Ziehlberg, gồm các trung đoàn bộ binh xung kích 49, 83; Trung đoàn pháo binh 28, Trung đoàn chống tăng 28, các tiểu đoàn súng cối, trinh sát, công binh, liên lạc và cứu thương.
    - Tăng cường cho Tập đoàn quân xe tăng 3 (Đức) vào giai đoạn cuối chiến dịch: Sư đoàn xe tăng 12 của Thiếu tướng xe tăng Gerhard Müller, gồm các trung đoàn xe tăng 5, 25, 29; trung đoàn pháo tự hành 12, trung đoàn pháo binh 2, trung đoàn pháo chống tăng 303, tiểu đoàn xe tăng trinh sát 32, các tiểu đoàn súng cối, công binh, thông tin trực thuộc.

### Cụm tập đoàn quân Trung tâm
Tư lệnh: Thống chế Ernst Busch (đến 27 tháng 6 năm 1944), Thống chế Walter Model (đến 16 tháng 8 năm 1944) và Thượng tướng Georg-Hans Reinhardt.
Tham mưu trưởng: Tướng Hans Krebs (đến ngày 1 tháng 9 năm 1944) và Trung tướng Otto Heidkämper.
- Tập đoàn quân xe tăng 3 do Thượng tướng Georg-Hans Reinhardt (đến ngày 16 tháng 8 năm 1944) và Thượng tướng Erhard Raus chỉ huy. Thành phần gồm có:[9]
  - Quân đoàn bộ binh 6 do tướng Georg Pfeiffer, trong biên chế có:
    - Sư đoàn bộ binh cơ giới 14 của trung tướng Hermann Flörke đóng tại khu vực Vitebsk, gồm các trung đoàn bộ binh cơ giới 11, 53, 101, Trung đoàn pháo binh 14, Trung đoàn pháo chống tăng 14, Trung đoàn vận tải 14, các tiểu đoàn xe bọc thép, súng cối, trinh sát, công binh, thông tin.
    - Sư đoàn bộ binh 197 của Thiếu tướng Hans Hahne đóng tại khu vực Senno, gồm các trung đoàn bộ binh xung kích 332, 347, Tiểu đoàn bộ binh dự bị 197, Trung đoàn pháo binh 197, Trung đoàn chống tăng 197, các tiểu đoàn thiết giáp, súng cối, trinh sát, công binh, thông tin.
    - Sư đoàn bộ binh 299 của Trung tướng Hans Junck đóng tại khu vực Bogushevsk, gồm các trung đoàn bộ binh 528, 529, 530; Trung đoàn pháo binh 299, Trung đoàn chống tăng 299, Tiểu đoàn súng phun lửa 299, các tiểu đoàn cơ giới, súng cối, trinh sát, công binh, thông tin.
    - Sư đoàn bộ binh 256 của Trung tướng Albrecht Wüstenhagen đóng ở khu vực Shalatino, gồm các trung đoàn bộ binh 456, 476, 481; Trung đoàn pháo binh 256; Trung đoàn chống tăng 256; các tiểu đoàn cơ giới, súng cối, trinh sát, công binh, thông tin.
    - Các đơn vị trực thuộc quân đoàn: Lữ đoàn pháo tự hành 281 (thiếu tiểu đoàn 3); Trung đoàn pháo binh 41; Trung đoàn pháo binh 68; Tiểu đoàn pháo binh hạng nặng 816; Tiểu đoàn trinh sát cơ giới 9; Trung đoàn bộ binh xung kích 513; Tiểu đoàn cầu phà 54, các tiểu đoàn công binh công trình 97, 103, 415.

  - Quân đoàn bộ binh 9 do tướng Rolf Wuthmann chỉ huy, trong biên chế có:
    - Sư đoàn bộ binh 95 của Thiếu tướng Herbert Michaelis đóng tại khu vực Shumilino, gồm các trung đoàn bộ binh 278, 279, 280, Trung đoàn pháo binh 95, Trung đoàn chống tăng 195; các tiểu đoàn cơ giới, súng cối, trinh sát, công binh, thông tin.
    - Sư đoàn bộ binh 252 của tướng Melzer dóng tại khu vực Sirotinsk gồm các trung đoàn bộ binh 7, 461, 472; Trung đoàn pháo binh 252; Trung đoàn chống tăng 252; Tiểu đoàn bộ binh dự bị 252; các tiểu đoàn cơ giới, súng cối, trinh sát, công binh, thông tin.
    - Các đơn vị thuộc quân đoàn: Trung đoàn xung kích 628, Trung đoàn pháo binh 39, Tiểu đoàn công binh cầu phà 805; các tiểu đoàn công binh công trình 78, 123, 136; Tiểu đoàn chống tăng 664.

  - Quân đoàn bộ binh 53 do tướng Friedrich Gollwitzer chỉ huy, trong biên chế có:
    - Sư đoàn đổ bộ đường không 4 của tướng Robert Pistorius đóng tại khu vực Vitebsk, gồm các trung đoàn lính dù xung kích 49, 50, 51; Trung đoàn pháo binh 4, Trung đoàn chống tăng 4, Tiểu đoàn súng phun lửa 4; các tiểu đoàn cơ giới, súng cối, trinh sát, công binh, thông tin.
    - Sư đoàn đổ bộ đường không 6 của tướng Rudolf Peschel đóng tại khu vực Vitebsk, gồm các trung đoàn lính dù xung kích 52, 53, 54; Trung đoàn pháo binh 6, Trung đoàn chống tăng 6, Tiểu đoàn súng phun lửa 6; các tiểu đoàn cơ giới, súng cối, trinh sát, công binh, thông tin.
    - Sư đoàn bộ binh 206 của Trung tướng Alfons Hitter đóng tại khu vực Vitebsk, gồm các trung đoàn bộ binh 301, 312, 413, Trung đoàn pháo binh 206, Trung đoàn chống tăng 206; các tiểu đoàn cơ giới, súng cối, trinh sát, công binh, thông tin.
    - Sư đoàn bộ binh 246 của Thiếu tướng Claus Müller-Bülow đóng tại khu vực Gnedilovichi, gồm các trung đoàn bộ binh 313, 352, 404; Trung đoàn pháo binh 246; Trung đoàn chống tăng 246; các tiểu đoàn cơ giới, súng cối, trinh sát, công binh, thông tin.
    - Các lực lượng trực thuộc quân đoàn: Trung đoàn cơ giới 9; Trung đoàn pháo binh 788; Tiểu đoàn 3 (Lữ đoàn pháo tự hành 281); Tiểu đoàn pháo binh hạng nặng 506; Các tiểu đoàn pháo chống tăng hạng nặng 519, 664; Tiểu đoàn cầu phà 867; các tiểu đoàn công binh công trình 46, 213, 222.
- Tập đoàn quân 4 do Thượng tướng Kurt von Tippelskirch (đến 18-7-1944) và Thượng tướng Friedrich Hoßbach chỉ huy, thành phần gồm có:[10]
  - Quân đoàn xe tăng 39 của tướng Robert Martinek (đến ngày 29-6-1944) và tướng xe tăng Dietrich von Saucken đóng tại khu vực Mogilev. Trong biên chế có:
    - Sư đoàn xe tăng 7 của tướng Gerhard Schmidhuber đóng ở khu vực Minsk, gồm các trung đoàn xe tăng 6, 7, 25; Trung đoàn pháo tự hành 78; Trung đoàn pháo chống tăng 7; Trung đoàn phòng không 296; các tiểu đoàn trinh sát cơ giới, công binh, thông tin.
    - Sư đoàn xe tăng 18 của trung tướng Karl-Ludwig Zutavern, gồm các trung đoàn xe tăng 30, 51, 118; Trung đoàn pháo tự hành 118; Trung đoàn pháo binh 18; Trung đoàn phòng không 18; các tiểu đoàn trinh sát cơ giới, công binh, thông tin.
    - Sư đoàn bộ binh 12 của tướng Rudolf Bamler đóng ở Mogilev, gồm các trung đoàn bộ binh 27, 48, 89, các trung đoàn pháo binh 12, 48, các tiểu đoàn cơ giới, pháo chống tăng, súng cối, trinh sát, công binh, thông tin.
    - Sư đoàn bộ binh 110 của tướng Eberhard von Kurowski đóng tại Gorky, gồm các trung đoàn bộ binh 321, 254, 255; Trung đoàn pháo binh 120, các tiểu đoàn cơ giới, pháo chống tăng, súng cối, trinh sát, công binh, thông tin.
    - Sư đoàn bộ binh 337 của trung tướng Walter Scheller đóng tại khu vực Orsha, gồm các Trung đoàn bộ binh 313, 688; Cụm tác chiến sư đoàn 113; Trung đoàn pháo binh 337, Tiểu đoàn súng phun lửa 337; các tiểu đoàn cơ giới, súng cối, trinh sát, công binh, thông tin.

  - Quân đoàn bộ binh 27 do tướng Paul Völckers (đến ngày 8-7-1944) và tướng Hellmuth Prieß chỉ huy đóng tại khu vực Orsha - Mogilev. Trong biên chế có:
    - Sư đoàn bộ binh xung kích 78 của tướng Herbert von Larisch (đến ngày 12-7-1944) và tướng Siegfried Rasp, đóng tại khu vực Gorky gồm các trung đoàn bộ binh xung kích 14, 195, 215; Trung đoàn pháo tự hành 189; Trung đoàn pháo binh 178; Trung đoàn pháo chóng tăng 178; Trung đoàn súng cối 5; Trung đoàn phòng không 293; các tiểu đoàn cơ giới, trinh sát, công binh, thông tin.
    - Sư đoàn cơ giới 25 của tướng Paul Schürmann đóng tại khu vực Orsha gồm các trung đoàn cơ giới 35, 119; Trung đoàn xe tăng 5; Trung đoàn pháo tự hành 125; Trung đoàn pháo binh cơ giới 25; Trung đoàn pháo chống tăng 25; Trung đoàn phòng không 292; các tiểu đoàn súng cối, trinh sát, công binh, thông tin.
    - Sư đoàn bộ binh 57 của tướng Adolf Trowitz đóng tại khu vực Chausy, gồm các trung đoàn bộ binh 164, 199, 217; trung đoàn pháo binh 157; Trung đoàn pháo chống tăng 157; các tiểu đoàn cơ giới, súng cối, trinh sát, công binh, thông tin.

  - Quân đoàn bộ binh 12 của tướng Vinzenz Müller đóng tại khu vực Mogilev. Trong biên chế có:
    - Cụm tác chiến sư đoàn bộ binh 262 của tướng Eugen Wößner đóng tại khu vực Mogilev, gồm các trung đoàn bộ binh 462, 482, 486; Trung đoàn pháo binh 262; các tiểu đoàn cơ giới, pháo chống tăng, súng cối, trinh sát, công binh.
    - Sư đoàn bộ binh 31 của tướng Wilhelm Ochsner đóng ở Mogilev, gồm các trung đoàn bộ binh 12, 17, 82; các trung đoàn pháo binh 31, 67; các tiểu đoàn cơ giới, pháo chống tăng, súng cối, trinh sát, công binh.
    - Sư đoàn bộ binh 260 của tướng Günther Klamm đóng tại khu vực Blagovichi, gồm các trung đoàn bộ binh 460, 470, 480; Trung đoàn pháo binh 260; các tiểu đoàn cơ giới, pháo chống tăng, súng cối, trinh sát, công binh.
    - Sư đoàn bộ binh 267 của tướng Otto Drescher đóng tại khu vực Bykhov, gồm các trung đoàn bộ binh 467, 487, 497; Trung đoàn pháo binh 267; các tiểu đoàn cơ giới, pháo chống tăng, súng cối, trinh sát, công binh.
- Tập đoàn quân 9 do tướng bộ binh Hans Jordan (đến ngày 27-6-1944) và tướng xe tăng Nikolaus von Vormann chỉ huy. Thành phần gồm có:[11]
  - Quân đoàn xe tăng 41 do tướng Edmund Hoffmeister (đến ngày 1 tháng 7 năm 1944) và tướng pháo binh Helmuth Weidling chỉ huy. Trong biên chế có:
    - Sư đoàn xe tăng 20 của tướng Mortimer von Kessel đóng ở Bobruisk, gồm các trung đoàn xe tăng 21, 59, 112; Trung đoàn pháo tự hành 92, Trung đòn pháo binh 20, Trung đoàn pháo chống tăng 92; Trung đoàn phòng không 295; các tiểu đoàn trinh sát cơ giới, công binh, thông tin.
    - Sư đoàn bộ binh 134 của tướng Ernst Karl Julius Philipp đóng ở Klichev, gồm các trung đoàn bộ binh 439, 445, 446; Trung đoàn pháo binh 134; các tiểu đoàn cơ giới, pháo chống tăng, súng cối, trinh sát, công binh.
    - Sư đoàn cơ giới 36 của tướng Alexander Conrady đóng ở khu vực Glussk gồm các trung đoàn bộ binh cơ giới 87, 118; Cụm tác chiến sư đoàn 268; Trung đoàn pháo binh 36; các tiểu đoàn cơ giới, pháo chống tăng, súng cối, trinh sát, công binh.

  - Quân đoàn bộ binh 35 do tướng Friedrich Wiese (đến ngày 25-6-1944) và tướng Kurt-Jürgen Freiherr von Lützow chỉ huy. Trong biên chế có:
    - Sư đoàn bộ binh 6 của tướng Walter Heyne dóng ở Zhlobin, gồm các trung đoàn bộ binh xung kích 18, 37, 58; các trung đoàn pháo binh 6, 42; các tiểu đoàn cơ giới, pháo chống tăng, súng cối, trinh sát, công binh.
    - Sư đoàn bộ binh 45 của tướng Joachim Engel đóng tại Parichi, gồm các trung đoàn bộ binh xung kích 130, 133, 135; Trung đoàn pháo binh 98; Tiểu đoàn cơ giới 81; các tiểu đoàn pháo chống tăng, súng cối, trinh sát, công binh.
    - Sư đoàn bộ binh 296 của tướng Arthur Kullmer đóng tại Bobruisk, gồm các trung đoàn bộ binh 519, 520, 521; Trung đoàn pháo binh 296; các tiểu đoàn cơ giới, pháo chống tăng, súng cối, trinh sát, công binh.
    - Sư đoàn bộ binh 383 của tướng Edmund Hoffmeister đóng ở Karpilovka, gồm các trung đoàn bộ binh 531, 532, 533; Trung đoàn pháo binh 383; các tiểu đoàn cơ giới, pháo chống tăng, súng cối, trinh sát, công binh.

  - Quân đoàn bộ binh 55 do tướng Friedrich Herrlein chỉ huy đóng từ Bobruisk đến Pripyat. Trong biên chế có:
    - Sư đoàn bộ binh 102 của tướng Werner von Bercken đóng ở Koptsevichi, gồm các trung đoàn bộ binh 84, 232; Cụm tác chiến sư đoàn 216; Trung đoàn pháo binh 104; các tiểu đoàn cơ giới, pháo chống tăng, súng cối, trinh sát, công binh.
    - Sư đoàn bộ binh 292 của tướng Johannes Gittner đóng ở David-Gorodok, gồm các trung đoàn bộ binh 507, 508, 509; Trung đoàn pháo binh 292; các tiểu đoàn cơ giới, pháo chống tăng, súng cối, trinh sát, công binh.
    - Sư đoàn bộ binh 707 của tướng Gustav Gihr đóng tại Zhidkovichi; gồm các trung đoàn bộ binh 727, 747; Trung đoàn pháo binh 657; các tiểu đoàn trinh sát và công binh.
- Tập đoàn quân 2 do thượng tướng Walter Weiss chỉ huy. Cánh trái gồm 3 quân đoàn đóng dọc theo rìa phía Tây Bắc đầm lầy Pripyat từ Pinsk đến Bắc Koven. Thành phần gồm có:[12]
  - Quân đoàn bộ binh 8 của tướng Gustav Höhne, dóng quân từ Pinsk đến Brest. Trong biên chế có:
    - Sư đoàn bộ binh 28 của tướng Hans Speth đóng tại Pinsk, gồm các trung đoàn bộ binh 49, 83; Trung đoàn pháo binh 28; các tiểu đoàn cơ giới, pháo chống tăng, súng cối, trinh sát, công binh.
    - Sư đoàn xe tăng 12 của tướng Gerhard Müller (đến 16 tháng 7 năm 1944) và tướng Freiherr von Bodenhausen, đóng quân ở khu vực Drogichin - Kobrin, gồm các trung đoàn xe tăng 5, 25, 29; Lữ đoàn cơ giới 12; Trung đoàn pháo binh 2; Trung đoàn pháo chống tăng 31; các tiểu đoàn trinh sát cơ giới, công binh, thông tin.
    - Sư đoàn kỵ binh 3 đóng tại Pinsk; gồm các trung đoàn kỵ binh 31, 32; Lữ đoàn thiết giáp lội nước 33; Trung đoàn pháo binh 869; Tiểu đoàn pháo chống tăng 69; tiểu đoàn trinh sát cơ giới 238; các tiểu đoàn công binh, thông tin.

  - Quân đoàn bộ binh 23 của tướng Otto Tiemann, đóng quân tại khu vực Baranovichi. Trong biên chế có:
    - Sư đoàn xe tăng 6 của tướng Rudolf Freiherr von Waldenfels đóng tại thành phố Baranovichi gồm các trung đoàn xe tăng 11, 65; Lữ đoàn cơ giới 6; Trung đoàn cơ giới 4; Trung đoàn pháo tự hành 57; Trung đoàn pháo binh 76; các tiểu đoàn trinh sát cơ giới, pháo chống tăng, công binh, thông tin.
    - Sư đoàn bộ binh 211 của tướng Heinrich Eckhardt đóng ở Malorita; gồm các trung đoàn bộ binh 306, 317, 365; Trung đoàn pháo binh 211; các tiểu đoàn cơ giới, pháo chống tăng, súng cối, trinh sát, công binh.
    - Sư đoàn bộ binh 5 của tướng Hellmuth Thumm đóng ở Ratno; gồm các trung đoàn bộ binh 56, 75; các trung đoàn pháo binh 5, 41; các tiểu đoàn cơ giới, pháo chống tăng, súng cối, trinh sát, công binh.

  - Quân đoàn bộ binh 20 của tướng Rudolf Freiherr von Roman. Biên chế gồm có:
    - Sư đoàn bộ binh 7 của tướng Alois Weber đóng ở Domachyevo gồm các trung đoàn bộ binh 19, 61, 62; các trung đoàn pháo binh 7, 43; các tiểu đoàn cơ giới, pháo chống tăng, súng cối, trinh sát, công binh.
    - Sư đoàn bộ binh 35 của tướng Johann-Georg Richert đóng ở Vlodava gồm các trung đoàn bộ binh 34, 109, 111; các trung đoàn pháo binh 35, 71; các tiểu đoàn cơ giới, pháo chống tăng, súng cối, trinh sát, công binh.
    - Sư đoàn an ninh 203 của tướng Rudolf Pilz đóng ở Brest; gồm các trung đoàn cảnh sát dã chiến 608, 613; Trung đoàn cảnh binh 203; Trung đoàn pháo binh 507; các tiểu đoàn trinh sát, công binh, thông tin.